# Надтеречный район
Надте́речный район (чечен. Теркан кӏошт) — административно-территориальная единица и муниципальное образование (муниципальный район) в составе Чеченской Республики Российской Федерации. Административный центр — село Знаменское.

## География
Район находится на северо-западе Чеченской Республики. Граничит: на севере — с Наурским районом Чечни, на юго-востоке — с Грозненским районом Чечни, на юго-западе — с Республикой Ингушетия, на западе — с Северной Осетией, на северо-западе — со Ставропольским краем.
Площадь территории района составляет 955,45 км².
Главной водной артерией района является река Терек.

## История

### В древности
В районе обнаружены древние захоронения. Учёными были исследованы погребения кургана № 2 неподалёку от сёл Братское и Гвардейское:
- Погребения № 3, 4, 8 — памятники эпохи средней бронзы — III-е тыс. до н. э.

В погребении № 8 обнаружены шесть массивных бронзовых колец, фаянсовые многочастные пронизи, фаянсрвый и бронзовый бисер. В погребении № 3 обнаружены два каменных топора той же эпохи средней бронзы, это единственный случай, когда в древних курганах Северного Кавказа III тыс. до н. э. обнаруживаются сразу два каменных топора. Кроме этих двух погребений, по мнению учёных, к периоду средней бронзы относится и погребение № 4.
- Погребения № 5, 9 — памятники эпохи поздней бронзы.

- Погребения № 1, 2, 7 — памятники эпохи раннего железа — II—I века до н. э.

### XVIII—XIX века

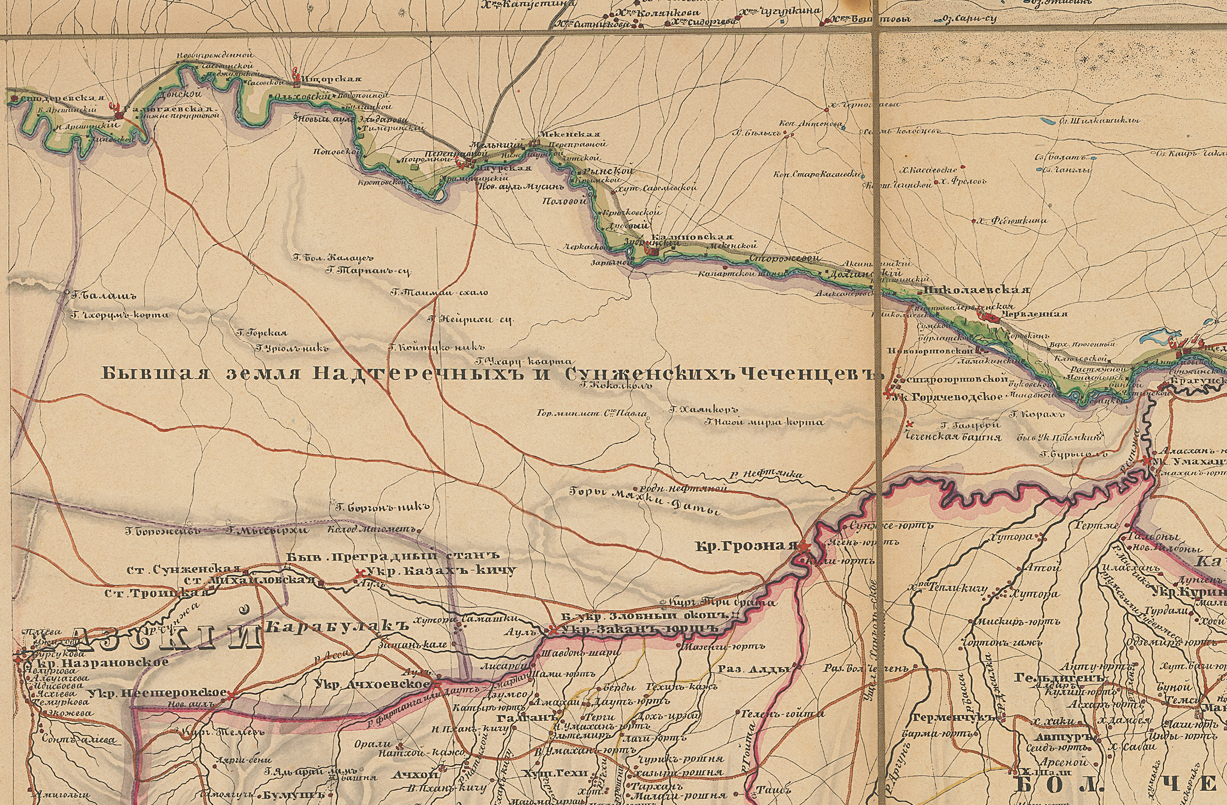
Бывшие земли надтеречных и сунженских чеченцев. Кавказская область. Военно-топографическая карта Кавказского края 1847 года.

В данной местности с древнейших времён проживают представители различных чеченских тайпов. Во время вторжения царских войск в Чечню в XVIII веке между надтеречными чеченцами и царскими войсками происходило множество сражений. Поводом выступлений чеченцев было то, что царское командование, уничтожая чеченские поселения, вытесняло их с плодородных земель Притеречья, возводило в этих местах казачьи станицы.

### XX век
Надтеречный район был образован 8 марта 1926 года.
1 августа 1934 года ВЦИК постановил «образовать в Чечено-Ингушской автономной области новый Грозненский район с центром в городе Грозном, включив в его границы … селение Старый Юрт Надтеречного района». 31 августа 1944 года, после выселение чеченцев, часть территории Надтеречного района была передана в новый Горагорский район.

## Население
| 1989    | 2002    | 2010    | 2012    | 2013    | 2014    | 2015    | 2016    | 2017    |
| ------- | ------- | ------- | ------- | ------- | ------- | ------- | ------- | ------- |
| 35 742  | ↗51 755 | ↗55 782 | ↗57 458 | ↗59 035 | ↗60 256 | ↗61 173 | ↗61 868 | ↗62 635 |
| 2018    | 2019    | 2020    | 2021    | 2023    | 2024    |         |         |         |
| ↗63 130 | ↗63 748 | ↗64 099 | ↗66 340 | ↗66 683 | ↗67 097 |         |         |         |

Национальный состав
По итогам переписи населения 2020 года проживали следующие национальности (национальности менее 0,1 % и другое см. в сноске к строке «Другие»):
| Национальность | Численность, чел. | Доля     |
| -------------- | ----------------- | -------- |
| Чеченцы        | 66 040            | 99,55 %  |
| Русские        | 159               | 0,24 %   |
| Другие         | 141               | 0,21 %   |
| Итого          | 66 340            | 100,00 % |

## Муниципально-территориальное устройство
В Надтеречный район входят 12 муниципальных образований со статусом сельских поселений:
| № на карте | Сельское поселение | Административный центр | Количество населённых пунктов | Население, чел. | Площадь, км² |
| ---------- | ------------------ | ---------------------- | ----------------------------- | --------------- | ------------ |
| 1          | Бено-Юртовское     | с. Бено-Юрт            | 1                             | ↗7861           | 94,13        |
| 2          | Братское           | с. Братское            | 1                             | ↗6084           | 73,22        |
| 3          | Верхненаурское     | с. Верхний Наур        | 1                             | ↗6468           | 73,95        |
| 4          | Гвардейское        | с. Гвардейское         | 1                             | ↗8854           | 118,19       |
| 5          | Горагорское        | п. Горагорск           | 1                             | ↗4824           | 3,13         |
| 6          | Зебир-Юртовское    | с. Зебир-Юрт           | 1                             | ↗914            | 64,19        |
| 7          | Знаменское         | с. Знаменское          | 1                             | ↗13 646         | 101,80       |
| 8          | Калаусское         | с. Калаус              | 1                             | ↗1004           | 12,81        |
| 9          | Комаровское        | с. Комарово            | 1                             | ↘1090           | 123,34       |
| 10         | Мекен-Юртовское    | с. Мекен-Юрт           | 1                             | ↗3058           | 33,83        |
| 11         | Надтеречненское    | с. Надтеречное         | 2                             | ↗11 246         | 157,08       |
| 12         | Подгорненское      | с. Подгорное           | 1                             | ↘2048           | 27,49        |

## Населённые пункты
В Надтеречном районе 13 населённых пунктов (все — сельские).
| №  | Населённый пункт | Тип     | Население | Сельское поселение |
| -- | ---------------- | ------- | --------- | ------------------ |
| 1  | Бено-Юрт         | село    | ↗7861     | Бено-Юртовское     |
| 2  | Братское         | село    | ↗6084     | Братское           |
| 3  | Верхний Наур     | село    | ↗6468     | Верхненаурское     |
| 4  | Гвардейское      | село    | ↗8854     | Гвардейское        |
| 5  | Горагорск        | посёлок | ↗4824     | Горагорское        |
| 6  | Зебир-Юрт        | село    | ↗914      | Зебир-Юртовское    |
| 7  | Знаменское       | село    | ↗13 646   | Знаменское         |
| 8  | Калаус           | село    | ↗1004     | Калаусское         |
| 9  | Комарово         | село    | ↘1090     | Комаровское        |
| 10 | Мекен-Юрт        | село    | ↗3058     | Мекен-Юртовское    |
| 11 | Минеральный      | хутор   | ↗261      | Надтеречненское    |
| 12 | Надтеречное      | село    | ↗10 902   | Надтеречненское    |
| 13 | Подгорное        | село    | ↘2048     | Подгорненское      |

## Общая карта
Легенда карты:
| Численность населения населённых пунктов: |                       |
|                                           | 10 000—15 000 жителей |
|                                           | 5000—10 000 жителей   |
|                                           | 1000—5000 жителей     |
|                                           | 500—1000 жителей      |
|                                           | Менее 500 жителей     |

## Галерея

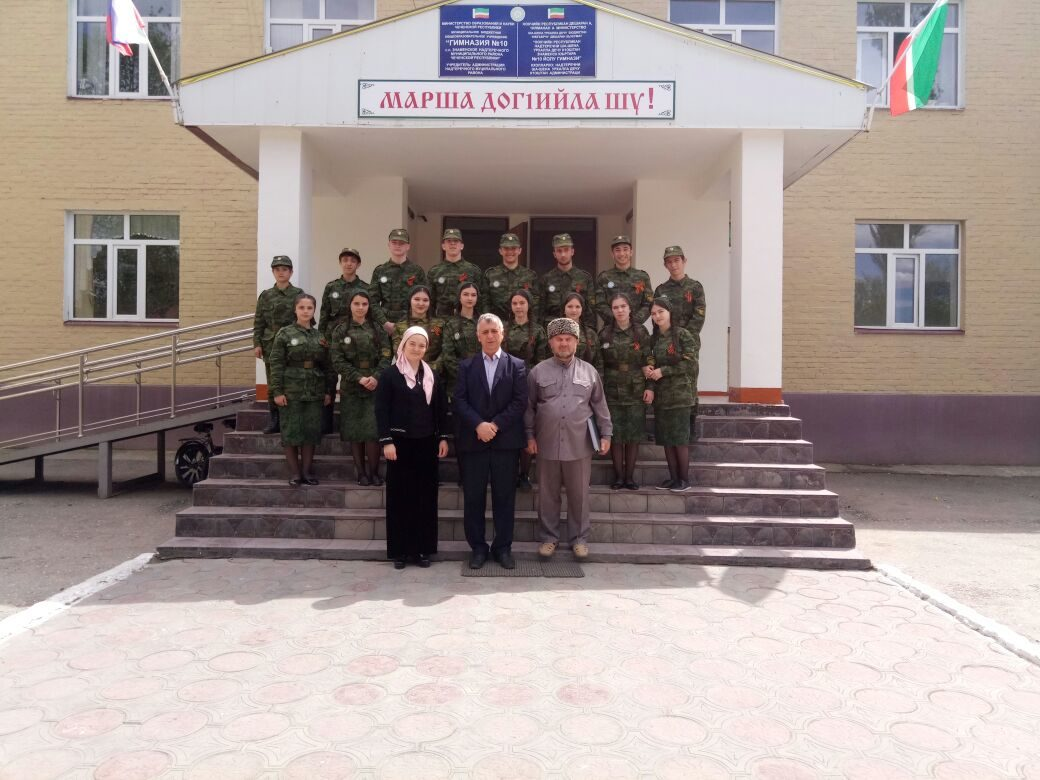
Гимназия №10 с.Знаменское
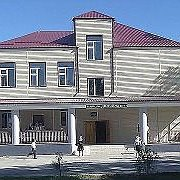
Знаменская СОШ №1
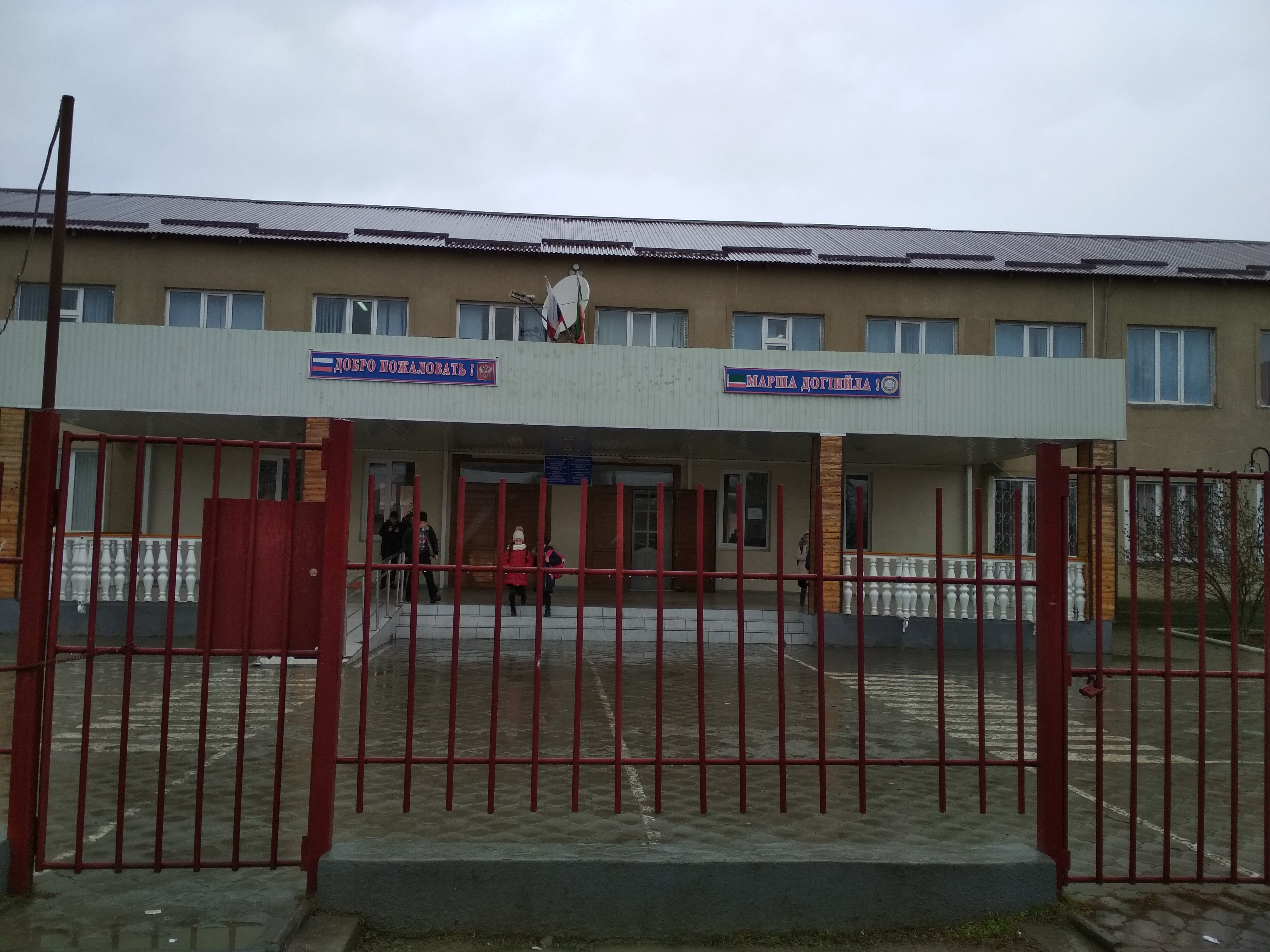
СОШ №3 в селе Знаменское
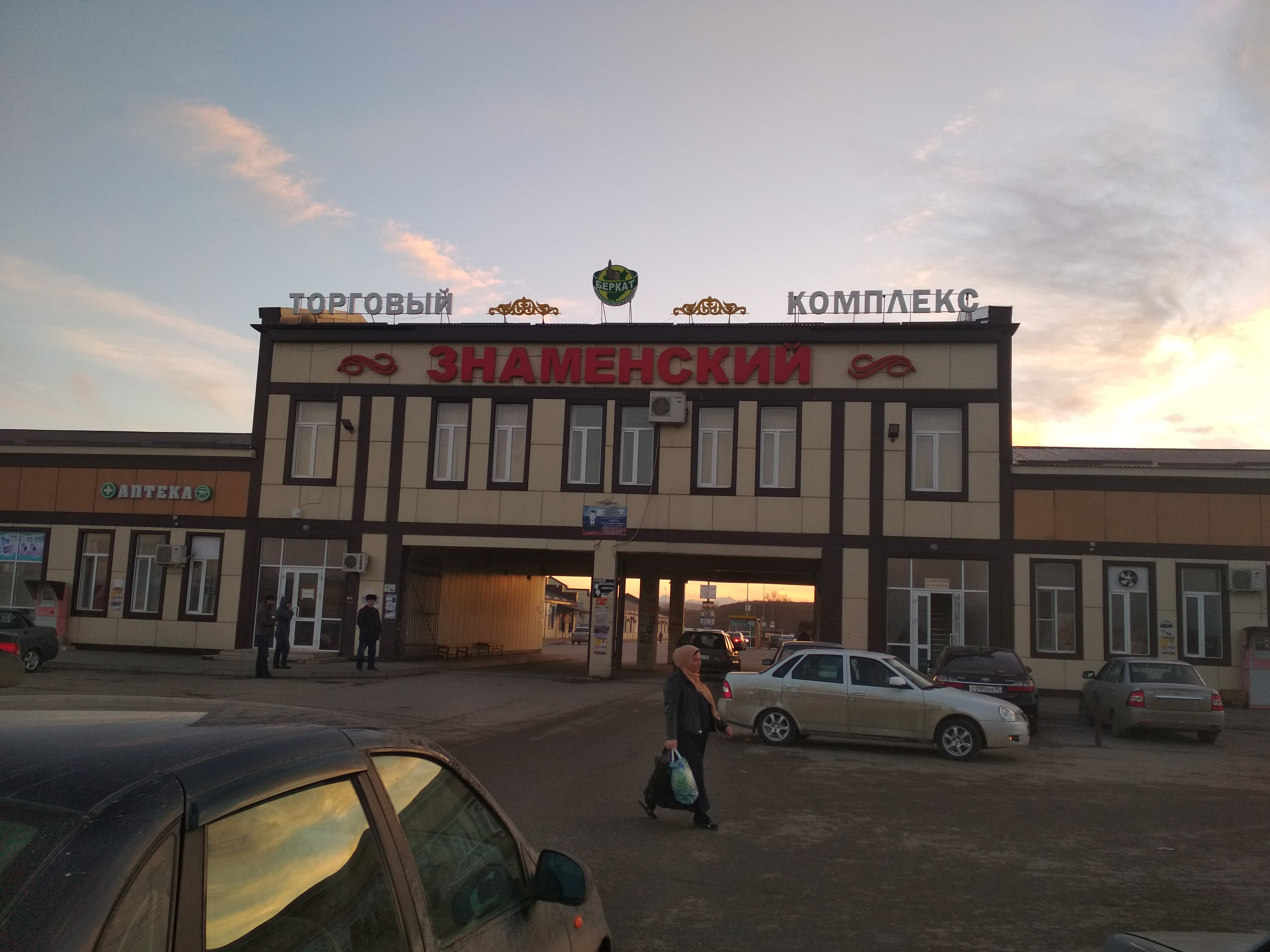
Торговый комплекс «Знаменский»
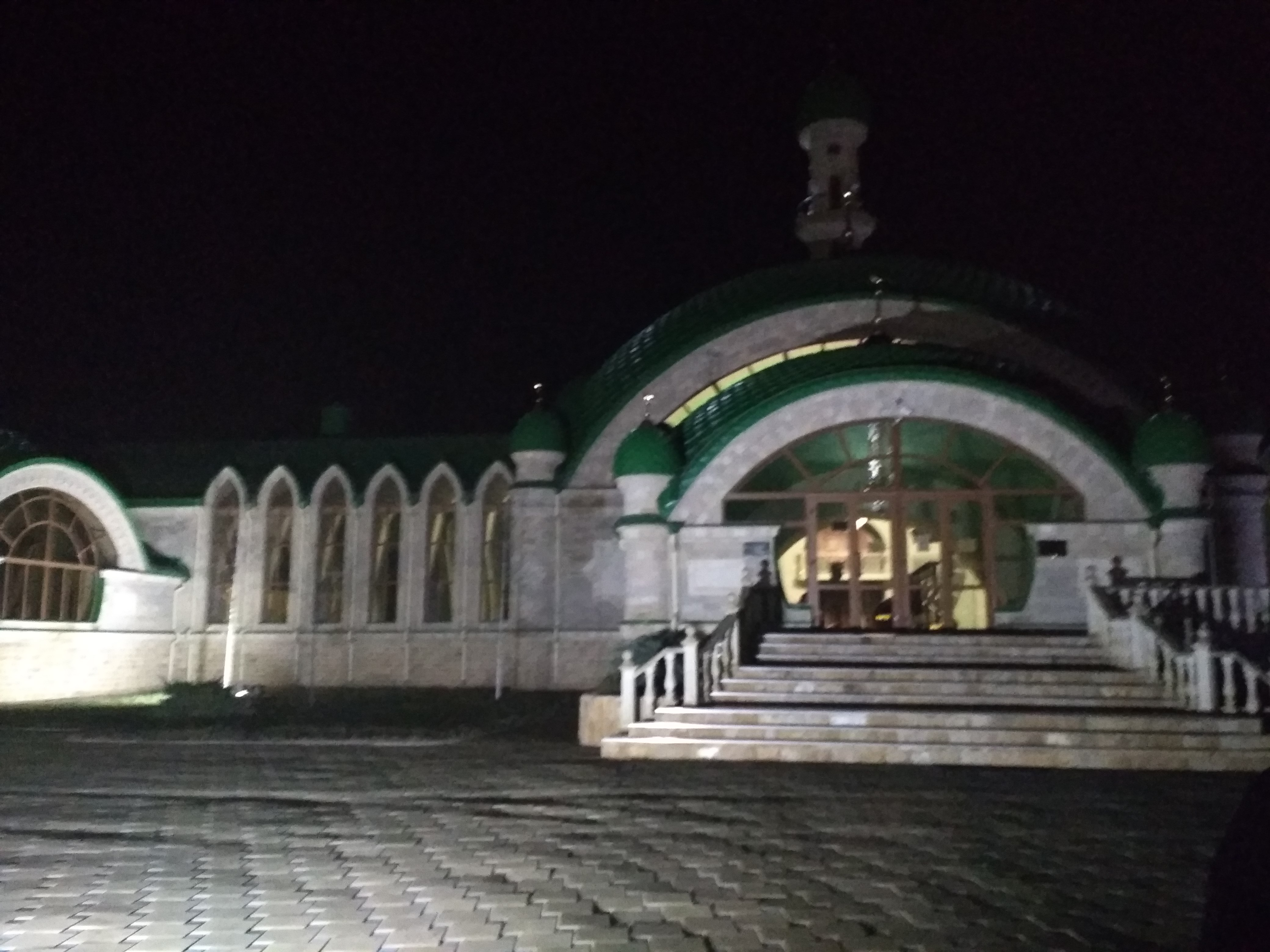
Новая мечеть в Знаменском